# Alto Malcantone
Alto Malcantone è un comune svizzero di 1 414 abitanti del Canton Ticino, nel distretto di Lugano.

## Geografia fisica
Il comune è situato nel Malcantone, sulle falde meridionali della catena Monte Lema-Monte Tamaro. La Magliasina, che attraversa il territorio, ha origine sul monte Gradiccioli, che è anche il punto più alto del comune a 1936 m s.l.m.

## Storia
Il comune è stato istituito il 13 marzo 2005 con la fusione dei comuni soppressi di Arosio, Breno, Fescoggia, Mugena e Vezio; capoluogo comunale è Breno.

## Società

### Evoluzione demografica
L'evoluzione demografica è riportata nella seguente tabella:
Abitanti censiti